# The Sunshine Boys
The Sunshine Boys, conocida como La Pareja despareja y La pareja chiflada, es una comedia filmada para la televisión, dirigida por John Erman, basada en la obra homónima del aclamado escritor Neil Simon (de la que hay una versión fílmica anterior, a cargo de Herbert Ross). En esta versión, la pareja del título es interpretada por Woody Allen y Peter Falk, y esta versión es considerada la mejor de todas las que hubo hasta el momento, por su gran humor, por ser una excelente película con el presupuesto que tenía, y también simplemente porque actúa Woody Allen, uno de los mejor actores humoristas de la historia del cine moderno.
Los enredos de dos comediantes de edad avanzada que en su juventud trabajaron juntos y son reunidos, muy a su pesar, para un nuevo proyecto, años después. Esta versión es discreta y sencilla, centrándose en las actuaciones de Allen y Falk.
Su duración es de 120 minutos, y originalmente está hablada en inglés con subtítulos en español, portugués y francés, entre otras lenguas. Se estrenó en 1996, simultáneamente en los Estados Unidos y en Inglaterra, pero otros países como España, Francia, y México tuvieron que esperar 1 mes, 1 mes y medio y tres meses respectivamente para su estreno. La película sorprendió gratamente a todos los críticos especializados, ya que aunque tuvo muy bajo presupuesto, la película tuvo la cantidad justa de humor, lo que la hace como una de las mejores de ese año.
Cuando salió el DVD, según informaron empleados de la gran empresa de Estados Unidos, Blockbuster, The Sunshine Boys lideró las ventas y alquileres por más de dos semanas, y teniendo mucha más recaudación que las versiones anteriores de la película, ya que al ganar mucho dinero en el cine la publicidad fue mucho mayor, en diarios, televisión e internet.

## Reparto
| - Woody Allen - Al Lewis - Peter Falk - Willie Clark - Michael McKean - Scott Grogan - Liev Schreiber - Ricky Gregg - Edie Falco - Sarah Jessica Parker - Nancy Clark - Tyler Noyes - Peter - Olga Merediz - Sue | - Andy Taylor - Michael Davison - Kirk Acevedo - William Hill - Hal Jenks - Peter Appel - Anson Black - Michael Badalucco - Sound Man - Jennifer Esposito - Jeannie - Whoopi Goldberg - Nurse (sin acreditar) |